# Pelia
Pelia is een geslacht van kreeftachtigen uit de klasse van de Malacostraca (hogere kreeftachtigen).

## Soorten
- Pelia deflecta Boone, 1927
- Pelia mutica (Gibbes, 1850)
- Pelia pacifica A. Milne-Edwards, 1875
- Pelia pulchella Bell, 1836
- Pelia rotunda A. Milne-Edwards, 1875
- Pelia tumida (Lockington, 1877)